# 皮奧里亞鎮區 (堪薩斯州富蘭克林縣)
皮奧里亞鎮區（英語：Peoria Township）為位在美國堪薩斯州富蘭克林縣的鎮區。2010年美国人口普查中該鎮區人口有672人。該鎮區轄下皮奧里亞及Imes等非建制地區。

## 歷史
1857年以前，當時的皮奧里亞鎮區由皮奧里亞人、 Wea人以及Piankeshaw人等民族所屬。同年4月，該鎮區的土地在市場被拋售出。在拋售之前，已有一些居民於此鎮區居住，土地後來被快速成交。1857年時，阿爾伯特·約翰遜（Albert Johnson）來此鎮區居住並且開設商店，他所開設的商店周圍未來成為皮奧里亞鎮的核心。而後阿爾伯特·約翰遜被任命為第一任郵政局長。
1857年秋季，皮奧里亞舉行了第一次選舉。富蘭克林縣的第一次自由州會議為在皮奧里亞舉行。
現今的皮奧里亞仍為一座小型的非建制地區。境內包含一座有歷史的校舍布里利斯校舍（Briles Schoolhouse），為富蘭克林縣保存最完整的校舍之一。

## 地理
皮奧里亞鎮區涵蓋面積111.48平方（43.04平方英里）。根據美國地質調查局的資料，此鎮區擁有3座墓園：戴維森墓園（Davisson Cemetery）、霍華德墓園（Howard Cemetery）以及皮奧里亞墓園（Peoria Cemetery）。
該鎮區有希科里溪（Hickory Creek）、中溪（Middle Creek）、渥太華溪（Ottawa Creek）以及特基溪（Turkey Creek）等溪流通過。

## 人口統計
根據2010年美國人口普查，皮奧里亞鎮區人口有672人，人口密度為7.28人/平方公里。種族組成方面，97.77%為白人；0.3%為非裔美洲人；0%為美洲原住民；0.15%為亞洲人；0%為太平洋島民；0.74%為來自其他種族；另外有1.04%來自兩個或以上的種族。而其他族裔如西班牙裔美國人或拉丁美洲人等佔該鎮區人口的2.98%。

## 地標

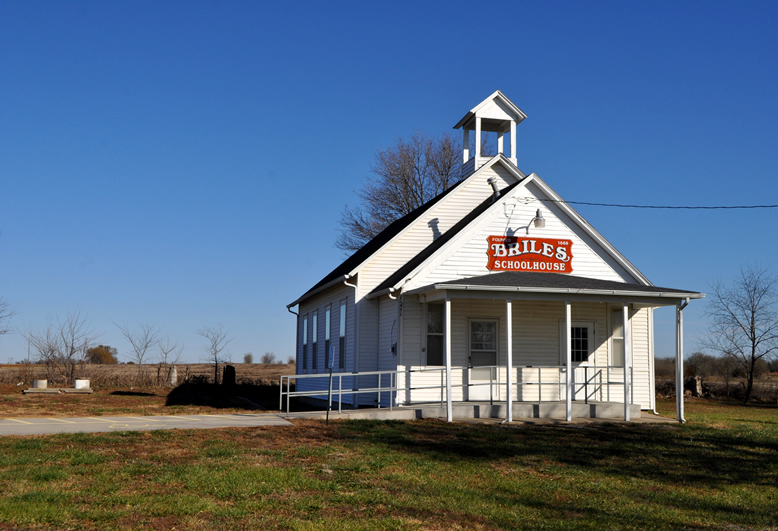
布里利斯單室校舍，建於1868年

布里利斯單室校舍（Briles One-Room Schoolhouse）興建於1868年，1960年停辦。這間校舍現為皮奧里亞鎮區的活動中心及投票地點。該學校坐落在68號堪薩斯州州道和德克薩斯路（Texas Road）的交叉路口，為東北富蘭克林縣駕車旅遊第8個停靠點。

## 外部連結
- USGS Geographic Names Information System (GNIS) （页面存档备份，存于）
- US-Counties.com
- City-Data.com （页面存档备份，存于）